# 1057
Het jaar 1057 is het 57e jaar in de 11e eeuw volgens de christelijke jaartelling.

## Gebeurtenissen
- Het leger keert zich tegen keizer Michaël VI, en in Paphlagonië wordt Isaäk I Komnenus tot keizer uitgeroepen. Deze verslaat de keizerlijke troepen en dwingt Michaël VI in het klooster te gaan.
- De Ziriden worden uit Kairouan verdreven en verplaatsen hun hoofdstad naar Mahdia.
- 9 augustus - Slag bij Lumphanan - Macbeth van Schotland wordt verslagen, vermoedelijk door Malcolm Canmore.
- Voor het eerst genoemd: Erpe, Garrelsweer, Winsum

## Opvolging
- Apulië - Humfred opgevolgd door zijn broer Robert Guiscard
- Bourgondië - Reinoud I opgevolgd door zijn zoon Willem I
- Brunswijk en Midden-Friesland - Bruno II opgevolgd door zijn broer Egbert I
- Byzantijnse Rijk - Michaël VI Stratiotikos opgevolgd door Isaäk I Komnenus
- Hereford - Robert van Mantes opgevolgd door Harold van Wessex
- Noordmark - Willem opgevolgd door Udo I van Stade (of 1056)
- bisdom Ostia - Johannes I opgevolgd door Petrus Damianus
- paus (2 augustus) - Victor II opgevolgd door Frederik van Verdun als Stefanus IX (X)
- Schotland - Macbeth opgevolgd door zijn stiefzoon Lulach
- Soissons - Reinoud I opgevolgd door zijn zoon Gwijde II, deze op zijn beurt opgevolgd door zijn zuster Adelheid
- Zwaben - Otto III opgevolgd door Rudolf van Rheinfelden

## Geboren
- Hugo I, graaf van Bourgondië (1076-1079)
- Hugo I, graaf van Vermandois en Valois (1080-1102)
- Gerard I, eerste graaf van Vaudémont (1070-1118) (jaartal bij benadering)
- Judith Přemysl, echtgenote van Wladislaus I van Polen (jaartal bij benadering)

## Overleden
- 19 april - Eduard Ætheling (~40), Engels prins
- 28 juli - Victor II (~39), paus (1055-1057)
- 15 augustus - Macbeth (~52), koning van Schotland (1040-1057)
- 28 september - Otto III (~57), hertog van Zwaben (1048-1057)
- 21 december - Robert van Mantes, earl van Hereford
- Abdel Al-Ma'arri (~84), Syrisch schrijver
- Bruno II (~33), markgraaf van Brunswijk en graaf van Midden-Friesland (1038-1057)
- Gwijde II, graaf van Soissons (1057)
- Humfred, graaf van Apulië (1051-1057)
- Reinoud I (~71), graaf van Bourgondië (1026-1057)
- Reinoud I (~67), graaf van Soissons (1047-1057)
- Willem van Brandenburg, markgraaf van Noordmark (1046-1057) (of 1056)